# Mystacides niger
Mystacides niger är en nattsländeart som först beskrevs av Carl von Linné 1758.  Mystacides niger ingår i släktet Mystacides och familjen långhornssländor. Inga underarter finns listade i Catalogue of Life.

## Bildgalleri

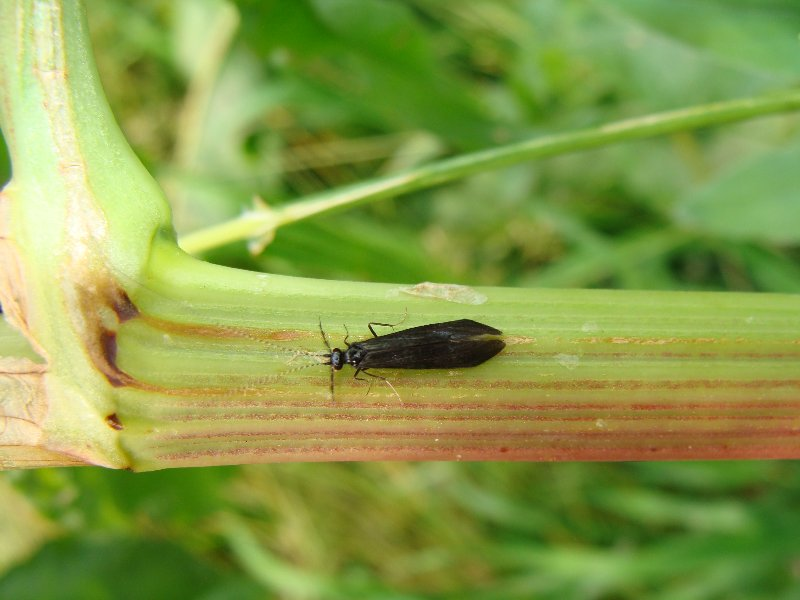